# Batalha de Marselha (1944)
A Batalha de Marselha foi uma batalha urbana da Segunda Guerra Mundial que ocorreu de 21 a 28 de agosto de 1944 e levou à libertação de Marselha pelas forças da França Livre sob o comando do General Jean de Lattre de Tassigny. A base foi lançada pela invasão aliada do sul da França na Operação Dragão em 15 de agosto de 1944 pelo Sétimo Exército dos Estados Unidos, com grande apoio do Primeiro Exército francês.